# باربرا ستراس
باربرا ستراس (بالألمانية: Barbara Strass)‏ مواليد 26 مايو 1974 في فيينا، هي لاعبة كرة يد نمساوية معتزلة لعبت كجناح أيسر. شاركت في دورة الألعاب الأولمبية الصيفية سنة 1992. حققت المركز الثالث في بطولة العالم لكرة اليد للسيدات 1999.

## الميداليات
| الميدالية | المسابقة                            |
| --------- | ----------------------------------- |
| برونزية   | بطولة العالم لكرة اليد للسيدات 1999 |
| برونزية   | بطولة أوروبا لكرة اليد للسيدات 1996 |

## روابط خارجية
- باربرا ستراس على موقع أوليمبيديا (الإنجليزية)